# Oxygen Not Included
«Oxygen Not Included» (укр. Кисню не передбачено) — відеогра жанру симулятора виживання космічної колонії, де гравець повинен керувати колоністами, допомагаючи їм рити, будувати та підтримувати базу, що розташована в астероїді. І усе це заради єдиної мети — дізнатися як вони тут опинилися та що ж сталося. Гра передбачає різноманітний спектр дій притаманних жанру: добування води, їжі, кисню; зберігання тепла; підтримки життєздатності; підтримки бойового духу тощо. З 18 травня 2017 року відеогра перебувала у дочасному доступі, допоки не була випущена 30 липня 2019-го.

## Ігровий процес
Гравець повинен керувати колоністами, допомагаючи їм рити, будувати та підтримувати базу, що знаходиться в астероїді. І усе це заради єдиної мети — дізнатися як вони тут опинилися та що ж сталося. Гра передбачає різноманітний спектр дій таких як: добування води, їжі, кисню; зберігання тепла; підтримки життєздатності; підтримки бойового духу тощо.

## Розробка
Oxygen Not Included розроблена ванкуверською інді-студією «Klei Entertainment». Гра була анонсована для Windows під час PC Gaming Show на виставці Electronic Entertainment Expo 2016. Також було оголошено, що гра вийде на macOS і Linux. Тестова версія гри була запланована й випущена в ранньому доступі 15 лютого 2017 року. Спочатку гра повинна була вийти з раннього доступу 28 травня 2019 року, але була перенесена на липень 2019 року. «Klei» також оголосила про наявні плани зробити додатковий контент для гри.
Йоганн Зейденц з «Klei» сказав, що такі ігри, як Dwarf Fortress, Prison Architect і The Sims, вплинули на дизайн Oxygen Not Included.

## Оцінки й відгуки
| Агрегатор  | Оцінка |
| ---------- | ------ |
| Metacritic | 86/100 |

### Нагороди
Гра була номінована на премію "Strategy/Simulation Game of the Year" (укр. "Стратегічна/симуляторна гра року") на 23-й щорічній премії D.I.C.E. Awards.